# Megaphorura arctica
Megaphorura arctica is een springstaartensoort uit de familie van de Onychiuridae. De wetenschappelijke naam van de soort is voor het eerst geldig gepubliceerd in 1876 door Tullberg.